# Enrique Muñoz Rubio
Enrique Muñoz Rubio (Robledollano, provincia de Cáceres, 1957) es un compositor español.

## Biografía
Realizó sus estudios de música en el Real Conservatorio Superior de Música de Madrid y en el Municipal de Barcelona obteniendo los títulos superiores en las especialidades de Guitarra, Dirección de Coros, Pedagogía musical y Composición. Entre sus profesores de composición destacan:  A. García Abril y Román Alís.
Ha recibido numerosos encargos y realizado estrenos con los principales grupos y organismos dedicados a la música actual: CDMC, G. Círculo, LIM, Sax Ensemble, Cosmos, Modus Novus, Trío Berg, Soli Tutti de París, De Caelis (Francia) , Tanit Theatre de Lisieux (Francia), Orquesta de Extremadura, etc.
Sus obras han sido programadas en numerosos festivales y ciclos de conciertos nacionales e internacionales y se han escuchado en países como Francia, Portugal, Inglaterra, Italia, Rumania, Finlandia, Estados Unidos, Brasil, Argentina, México, Japón, Taiwán, Senegal, etc.

## Dirección
En su trayectoria como director ha fundado y dirigido varias orquestas y coros: la Orquesta La Vihuela, el Coro Maestro Barbieri, La Coral Parque Norte, y la Orquesta y Coro de la Universidad Autónoma de Madrid (OCUAM), que fundó en 1995 y dirige en la actualidad. Como director de la OCUAM, ha ofrecido numerosos conciertos por toda la geografía española y países como Portugal, Francia y Grecia. Además, ha grabado dos CDs, uno dedicado a música francesa; el segundo dedicado a la obra de compositores exiliados durante la dictadura española. La última publicación fue un DVD del concierto en 2009 de la novena sinfonía de Beethoven interpretada en el Auditorio Nacional de Música de Madrid.

## Pedagogía
Es profesor de la Universidad Autónoma de Madrid desde 1991 impartiendo clases  en los diferentes ciclos formativos de enseñanza universitaria. Mediante la actividad docente ha ido conformando una visión particular de la educación musical que ha desarrollado en numerosos cursos especializados impartidos por toda la geografía española. Ha iniciado materias innovadoras en el ámbito de la educación musical, como Pedagogía Musical y Música Actual, Dirección Coral, etc., y ha realizado y publicado materiales para uso docente en la educación musical centrados en la música actual, la voz como herramienta y la educación auditiva.

## Premios
- Primer premio del III Concurso de Composición Musical Valentín Ruiz Aznar, con su obra para piano "A nosotros" (1985).
- VI Tribuna de Jóvenes Compositores de la Fundación Juan March con la obra "Trío para flauta, viola y guitarra" (1987).
- Premio de honor fin de carrera de composición del Real Conservatorio Superior de Música de Madrid con la obra "7x3" (1987).
- Primer Premio Ibeoroamericano de Composición "Reina Sofía" en la especialidad de Composición para Grupo Coral, por la obra "En mi recuerdo" para coro mixto. Excmo Ayuntamiento de Madrid (1991).
- Premio "Reina Sofía V Centenario. El Sinfonismo Iberoamericano" con la obra para orquesta sinfónica y coro “Ecos del recuerdo”. Asociación Arpista Ludovico (Madrid)(1992).[7]

## Obras (selección)
- A nosotros (a ti, a mí, a él y a ella) (1985)
- Trío para Flauta, Viola y Guitarra (1987)
- 7x3 Obra para quinteto de cuerda, piano, percusión y metales (1988)
- Cúmulos II (1991)
- Retratos (1991)
- Permutaciones de una lágrima (1991)
- Ecos del Recuerdo (1992)
- En mi recuerdo (1992)
- Quisiera (1993)
- 7 Tientos para flauta y marimba (1994)
- La isla de la bruja (1995)
- Laberinto de amor (1996)
- Baque (1997)
- Homenaje a Ramón alís (1997)
- Volver (1997)
- Profundidad azul (1997)
- Cuerpo festivo (1997)
- El color de la noche (1997)
- Evocación - Homenaje a García Lorca (1999)
- Contornos (2000)
- Sombras (Espacios para un réquiem) (2000)
- Paso Doble  (2000)
- Belaí (2001)
- Belaí II (2002)
- Oscuro amor (2003)
- Belaí (y III) (2004)
- Rosarium (2005)
- Belaí IV (2006)
- Solo (Belaí V) (2006)
- Au Sommet de la Montagne (Requiem noir) (2006)
- 21 gotas de música (2006)
- Vana sperança (2006)
- Ausência de Angel (In memoriam Ángel Oliver) 2008)
- Música para un teatro imaginario (2008)
- Vuelos Del Alma (2009)
- Círculos (2009)
- Tres poemas quéchuas (2010)
- Lux aeterna (2011)
- Doce haikus (2012)
- Requiem (2013)
- Ensalada Matemática (2013)
- Belaí  VI (2013)
- Vértigo (2014)
- Trenza(dos) (2014)
- Alivu (2015)
- Trazos Gruesos (2015)

## Publicaciones

### Discos
- Spanish composers of today / Compositores de hoy Vol. 8. Enrique Muñoz. Grupo Soli Tutti. Director Denis Gautheyrie. EMEC / Mandala. Madrid/París. 2008. D. L. M- 3054-2008
- 15 años con la música española. Grupo Cosmos. Paso doble y Laberinto de amor. Ed. Tañidos. Madrid. 2003. D. L. M-49662-2003
- El piano en Extremadura entre fines del siglo XX y principios de XXI. Manuel Escalante. Permutaciones de una lágrima. Discan / Sociedad Española de Musicología. Cáceres. 2008  D. L. GC 192/2008
- La cultura del exilio republicano español de 1939. Orquesta y Coro de la UAM. Dir. Enrique Muñoz. UAM ediciones/Banco de Sonido. 2001. D. L. M-3694-2001
- Orquesta y coro de la UAM. Dir. Enrique Muñoz. Ed. UAM ediciones/Banco de Sonido. Madrid. 2000. D.L. M-41132-2000
- Ludwig van Beethoven. Sinfonía n.º 9. Orquesta y coro de la UAM. DVD. Uam ediciones. Madrid. 2010. D. L. B-31620-2010.

### Libros
- Muñoz, E. El desarrollo de la comprensión musical del niño de E. Primaria: las estéticas del siglo XX. UAM ediciones. Madrid. 2004. ISBN 84-7477-921-9
- Muñoz, E. La comprensión musical de las estéticas del S. XX en el niño. UAM Ediciones. Madrid 2007. ISBN 978-84-8344-078-O
- Muñoz, E. Teoría funcional de la música. Cuaderno teórico práctico 1 y 2. ed Myr. España. 1989. ISBN 84-87443-01-X
- Muñoz Rubio, Enrique,Manchado, María Luisa. Entonación bien temperada.  Ed. Arte Tripharia. España. 1991. ISBN 84-86230-37-3
- Muñoz Rubio, Enrique,Manchado, Marisa. Entonación para el siglo XXI. Ed. Mundimúsica. España. 2001. ISBN 84-88038-84-4
- Muñoz, E. Álbum de Música y Educación. Composiciones actuales para el aula. Música y Educación. Ed. Musicalis S.A. Madrid. 2009. ISBN 978-84-935463-1-1
- Muñoz, E. Traversée: Hommage a Montserrat Prudon. Los caminos de la voz. Ed. Calliopées. París. 2009. ISBN 978-2-916608-20-4

### Artículos (selección)
- Muñoz Rubio, E.,Maldonado Ruiz, A. Siempre la voz. Música y Educación. Vol. 78 pp 64 – 70. Ed. Musicalis S.A. España. 2009. ISSN 0214-4786
- Muñoz Rubio, E.,Díaz, M. La musique contemporaine à l´école: entre le savoir musical et l´apprentissage créatif. Actes de la recherche de la HEP-BEJUNE: Innovations et réformes dans l´enseignement et la formation d´enseignants. Ed. HEP-BEJUNE. Suiza. 2012 Vol. 9.  ISSN 1660-7120
- Muñoz, E. La voz en la formación de los maestros. Tendencias pedagógicas. Vol 14 pp 325 – 333. España 2009. ISSN 1133-2654